# Qualificazioni al campionato europeo maschile di calcio 2008
Questa voce raccoglie un approfondimento sui risultati degli incontri e sulle classifiche per l'accesso alla fase finale del Campionato europeo di calcio 2008. 

## Formato e regolamento
52 membri UEFA: 16 posti disponibili per la fase finale. L'Austria e la Svizzera (in qualità di paesi ospitanti) sono qualificati direttamente.
Rimangono 50 squadre per 14 posti disponibili per la fase finale. Le qualificazioni si compongono di un solo turno: 
- Fase a gruppi: 50 squadre, divise in 7 gruppi (sei da sette squadre e uno da otto), giocano partite di andata e ritorno. Le prime e le seconde classificate di ogni gruppo si qualificano alla fase finale.

In caso di parità di punti tra due o più squadre di uno stesso gruppo, le posizioni in classifica verranno determinate prendendo in considerazione, nell'ordine, i seguenti criteri:
1. maggiore numero di punti negli scontri diretti;
2. migliore differenza reti negli scontri diretti;
3. maggiore numero di reti segnate negli scontri diretti;
4. maggiore numero di reti segnate in trasferta negli scontri diretti;
5. in caso di ulteriore parità, si riapplicano i punti 1 e 4, altrimenti si procede con i punti successivi.
6. migliore differenza reti;
7. maggiore numero di reti segnate;
8. maggiore numero di reti segnate in trasferta;
9. miglior punteggio fair play (1 punto per un cartellino giallo, 3 punti per un cartellino rosso diretto e come somma di due cartellini gialli, 4 punti per un cartellino giallo seguito da uno rosso diretto).
10. sorteggio

## Sorteggio
ll sorteggio per la composizione dei gironi di qualificazione  si è svolto il 27 gennaio 2006 a Montreux, in Svizzera.
Per la suddivisione delle squadre nelle urne per il sorteggio iniziale dei gruppi, è stata considerata la posizione delle nazionali europee nella classifica UEFA, ovvero la media punti per gara disputata calcolata sui risultati ottenuti durante le qualificazioni al campionato europeo di calcio 2004 ed ai mondiali di calcio Germania 2006, spareggi di queste ultime esclusi. In caso di uguale media punti, si sono adottati i seguenti discriminanti:
- media punti per gara calcolata sulle gare del torneo di qualificazione più recente;
- differenza reti media;
- media reti segnate;
- media reti segnate in trasferta;
- sorteggio.

È importante osservare che:
- La Grecia, campione in carica, è inserita di diritto nell'urna delle squadre migliori (teste di serie);
- Il Portogallo non aveva dovuto partecipare alle qualificazioni per il torneo continentale del 2004, essendo Paese organizzatore;
- La Germania non aveva dovuto partecipare alle qualificazioni per il mondiale 2006, essendo Paese organizzatore;
- Il Kazakistan non aveva mai preso parte prima a un campionato europeo, dunque per questa squadra è stato assegnata una media punti pari a 0, non venendo utilizzati quindi i risultati ottenuti per le qualificazioni ai Mondiali 2006, dov'era inserita nei gironi asiatici (AFC);
- Dopo il sorteggio dei gironi eliminatori vi è stata l'indipendenza del Montenegro dalla Serbia, e quindi la Serbia ha ereditato tutti i risultati della passata nazionale comune. Il Montenegro non era ancora stata ammesso nell'UEFA o nella FIFA all'inizio delle competizioni e per questo non gareggerà fino alle qualificazioni per i mondiali 2010.

| Urna 1                                                                           | Urna 2                                                               | Urna 3                                                                     | Urna 4                                                                             | Urna 5                                                                   | Urna 6                                                                              | Urna 7                                                                                            |
| -------------------------------------------------------------------------------- | -------------------------------------------------------------------- | -------------------------------------------------------------------------- | ---------------------------------------------------------------------------------- | ------------------------------------------------------------------------ | ----------------------------------------------------------------------------------- | ------------------------------------------------------------------------------------------------- |
| - Grecia - Paesi Bassi - Portogallo - Inghilterra - Rep. Ceca - Francia - Svezia | - Germania - Croazia - Italia - Turchia - Polonia - Spagna - Romania | - Serbia - Russia - Danimarca - Norvegia - Bulgaria - Ucraina - Slovacchia | - Bosnia ed Erzegovina - Irlanda - Belgio - Lettonia - Israele - Scozia - Slovenia | - Ungheria - Finlandia - Estonia - Galles - Lituania - Albania - Islanda | - Georgia - Macedonia - Armenia - Bielorussia - Irlanda del Nord - Cipro - Moldavia | - Liechtenstein - Azerbaigian - Andorra - Malta - Fær Øer - Kazakistan - Lussemburgo - San Marino |

Di seguito si riporta una tabella riassuntiva dei gironi di qualificazione. Sono segnate in verde le Nazionali qualificate, in rosso quelle escluse dalla competizione europea.
| Gruppo A                                                 | Gruppo B                                | Gruppo C                                              | Gruppo D                                   | Gruppo E                                      | Gruppo F                                                  | Gruppo G                                          |
| -------------------------------------------------------- | --------------------------------------- | ----------------------------------------------------- | ------------------------------------------ | --------------------------------------------- | --------------------------------------------------------- | ------------------------------------------------- |
| Polonia Portogallo                                       | Italia Francia                          | Grecia Turchia                                        | Rep. Ceca Germania                         | Croazia Russia                                | Spagna Svezia                                             | Romania Paesi Bassi                               |
| Finlandia Belgio Serbia Kazakistan Azerbaigian* Armenia* | Scozia Ucraina Georgia Lituania Fær Øer | Norvegia Bosnia ed Erzegovina Ungheria Malta Moldavia | Irlanda Slovacchia Galles Cipro San Marino | Inghilterra Israele Macedonia Estonia Andorra | Irlanda del Nord Danimarca Lettonia Islanda Liechtenstein | Bulgaria Bielorussia Albania Slovenia Lussemburgo |

 Sono segnate in verde le Nazionali qualificate alla fase finale, in rosso quelle escluse dalla competizione europea.

## Fase a gironi

### Gruppo A
| Pos. | Squadra     | P.ti | G  | V | P | S | RF | RS | DR  |
| ---- | ----------- | ---- | -- | - | - | - | -- | -- | --- |
| 1    | Polonia     | 28   | 14 | 8 | 4 | 2 | 24 | 12 | +12 |
| 2    | Portogallo  | 27   | 14 | 7 | 6 | 1 | 24 | 10 | +14 |
| 3    | Serbia      | 24   | 14 | 6 | 6 | 2 | 22 | 11 | +11 |
| 4    | Finlandia   | 24   | 14 | 6 | 6 | 2 | 13 | 7  | +6  |
| 5    | Belgio      | 18   | 14 | 5 | 3 | 6 | 14 | 16 | -2  |
| 6    | Kazakistan  | 10   | 14 | 2 | 4 | 8 | 11 | 21 | -10 |
| 7    | Armenia     | 9    | 12 | 2 | 3 | 7 | 4  | 13 | -9  |
| 8    | Azerbaigian | 5    | 12 | 1 | 2 | 9 | 6  | 28 | -22 |

| Squadra     | Portogallo (bandiera) | Polonia (bandiera) | Serbia (bandiera) | Belgio (bandiera) | Finlandia (bandiera) | Armenia (bandiera) | Azerbaigian (bandiera) | Kazakistan (bandiera) |
| ----------- | --------------------- | ------------------ | ----------------- | ----------------- | -------------------- | ------------------ | ---------------------- | --------------------- |
| Portogallo  | —                     | 2 - 2              | 1 - 1             | 4 - 0             | 0 - 0                | 1 - 0              | 3 - 0                  | 3 - 0                 |
| Polonia     | 2 - 1                 | —                  | 1 - 1             | 2 - 0             | 1 - 3                | 1 - 0              | 5 - 0                  | 3 - 1                 |
| Serbia      | 1 - 1                 | 2 - 2              | —                 | 1 - 0             | 0 - 0                | 3 - 0              | 1 - 0                  | 1 - 0                 |
| Belgio      | 1 - 2                 | 0 - 1              | 3 - 2             | —                 | 0 - 0                | 3 - 0              | 3 - 0                  | 0 - 0                 |
| Finlandia   | 1 - 1                 | 0 - 0              | 0 - 2             | 2 - 0             | —                    | 1 - 0              | 2 - 1                  | 2 - 1                 |
| Armenia     | 1 - 1                 | 1 - 0              | 0 - 0             | 0 - 1             | 0 - 0                | —                  | n.d.                   | 0 - 1                 |
| Azerbaigian | 0 - 2                 | 1 - 3              | 1 - 6             | 0 - 1             | 1 - 0                | n.d.               | —                      | 1 - 1                 |
| Kazakistan  | 1 - 2                 | 0 - 1              | 2 - 1             | 2 - 2             | 0 - 2                | 1 - 2              | 1 - 1                  | —                     |

Armenia e Azerbaijan giocano solo 12 partite delle 14 previste per decisione UEFA non accordandosi sulle modalità di svolgimento dei match tra le due nazionali. Non vengono assegnati punti per queste partite non disputate.

### Gruppo B
| Pos. | Squadra  | P.ti | G  | V | P | S  | RF | RS | DR  |
| ---- | -------- | ---- | -- | - | - | -- | -- | -- | --- |
| 1    | Italia   | 29   | 12 | 9 | 2 | 1  | 22 | 9  | +13 |
| 2    | Francia  | 26   | 12 | 8 | 2 | 2  | 25 | 5  | +20 |
| 3    | Scozia   | 24   | 12 | 8 | 0 | 4  | 21 | 12 | +9  |
| 4    | Ucraina  | 17   | 12 | 5 | 2 | 5  | 18 | 16 | +2  |
| 5    | Lituania | 16   | 12 | 5 | 1 | 6  | 11 | 13 | -2  |
| 6    | Georgia  | 10   | 12 | 3 | 1 | 8  | 16 | 19 | -3  |
| 7    | Fær Øer  | 0    | 12 | 0 | 0 | 12 | 4  | 43 | -39 |

| Squadra  | Francia (bandiera) | Italia (bandiera) | Ucraina (bandiera) | Scozia (bandiera) | Lituania (bandiera) | Georgia (bandiera) | Fær Øer (bandiera) |
| -------- | ------------------ | ----------------- | ------------------ | ----------------- | ------------------- | ------------------ | ------------------ |
| Francia  | —                  | 3 - 1             | 2 - 0              | 0 - 1             | 2 - 0               | 1 - 0              | 5 - 0              |
| Italia   | 0 - 0              | —                 | 2 - 0              | 2 - 0             | 1 - 1               | 2 - 0              | 3 - 1              |
| Ucraina  | 2 - 2              | 1 - 2             | —                  | 2 - 0             | 1 - 0               | 3 - 2              | 5 - 0              |
| Scozia   | 1 - 0              | 1 - 2             | 3 - 1              | —                 | 3 - 1               | 2 - 1              | 6 - 0              |
| Lituania | 0 - 1              | 0 - 2             | 2 - 0              | 1 - 2             | —                   | 1 - 0              | 2 - 1              |
| Georgia  | 0 - 3              | 1 - 3             | 1 - 1              | 2 - 0             | 0 - 2               | —                  | 3 - 1              |
| Fær Øer  | 0 - 6              | 1 - 2             | 0 - 2              | 0 - 2             | 0 - 1               | 0 - 6              | —                  |

### Gruppo C
| Pos. | Squadra              | P.ti | G  | V  | P | S | RF | RS | DR  |
| ---- | -------------------- | ---- | -- | -- | - | - | -- | -- | --- |
| 1    | Grecia               | 31   | 12 | 10 | 1 | 1 | 25 | 10 | +15 |
| 2    | Turchia              | 24   | 12 | 7  | 3 | 2 | 25 | 11 | +14 |
| 3    | Norvegia             | 23   | 12 | 7  | 2 | 3 | 27 | 11 | +16 |
| 4    | Bosnia ed Erzegovina | 13   | 12 | 4  | 1 | 7 | 16 | 22 | -6  |
| 5    | Moldavia             | 12   | 12 | 3  | 3 | 6 | 12 | 19 | -7  |
| 6    | Ungheria             | 12   | 12 | 4  | 0 | 8 | 11 | 22 | -11 |
| 7    | Malta                | 5    | 12 | 1  | 2 | 9 | 10 | 31 | -21 |

| Squadra              | Grecia (bandiera) | Turchia (bandiera) | Norvegia (bandiera) | Bosnia ed Erzegovina (bandiera) | Ungheria (bandiera) | Moldavia (bandiera) | Malta (bandiera) |
| -------------------- | ----------------- | ------------------ | ------------------- | ------------------------------- | ------------------- | ------------------- | ---------------- |
| Grecia               | —                 | 1 - 4              | 1 - 0               | 3 - 2                           | 2 - 0               | 2 - 1               | 5 - 0            |
| Turchia              | 0 - 1             | —                  | 2 - 2               | 1 - 0                           | 3 - 0               | 5 - 0               | 2 - 0            |
| Norvegia             | 2 - 2             | 1 - 2              | —                   | 1 - 2                           | 4 - 0               | 2 - 0               | 4 - 0            |
| Bosnia ed Erzegovina | 0 - 4             | 3 - 2              | 0 - 2               | —                               | 1 - 3               | 0 - 1               | 1 - 0            |
| Ungheria             | 1 - 2             | 0 - 1              | 1 - 4               | 1 - 0                           | —                   | 2 - 0               | 2 - 0            |
| Moldavia             | 0 - 1             | 1 - 1              | 0 - 1               | 2 - 2                           | 3 - 0               | —                   | 1 - 1            |
| Malta                | 0 - 1             | 2 - 2              | 1 - 4               | 2 - 5                           | 2 - 1               | 2 - 3               | —                |

### Gruppo D
| Pos. | Squadra    | P.ti | G  | V | P | S  | RF | RS | DR  |
| ---- | ---------- | ---- | -- | - | - | -- | -- | -- | --- |
| 1    | Rep. Ceca  | 29   | 12 | 9 | 2 | 1  | 27 | 5  | +22 |
| 2    | Germania   | 27   | 12 | 8 | 3 | 1  | 35 | 7  | +28 |
| 3    | Irlanda    | 17   | 12 | 4 | 5 | 3  | 17 | 14 | +3  |
| 4    | Slovacchia | 16   | 12 | 5 | 1 | 6  | 33 | 23 | +10 |
| 5    | Galles     | 15   | 12 | 4 | 3 | 5  | 18 | 19 | -1  |
| 6    | Cipro      | 14   | 12 | 4 | 2 | 6  | 17 | 24 | -7  |
| 7    | San Marino | 0    | 12 | 0 | 0 | 12 | 2  | 57 | -55 |

| Squadra    | Rep. Ceca (bandiera) | Germania (bandiera) | Slovacchia (bandiera) | Irlanda (bandiera) | Galles (bandiera) | Cipro (bandiera) | San Marino (bandiera) |
| ---------- | -------------------- | ------------------- | --------------------- | ------------------ | ----------------- | ---------------- | --------------------- |
| Rep. Ceca  | —                    | 1 - 2               | 3 - 1                 | 1 - 0              | 2 - 1             | 1 - 0            | 7 - 0                 |
| Germania   | 0 - 3                | —                   | 2 - 1                 | 1 - 0              | 0 - 0             | 4 - 0            | 6 - 0                 |
| Slovacchia | 0 - 3                | 1 - 4               | —                     | 2 - 2              | 2 - 5             | 6 - 1            | 7 - 0                 |
| Irlanda    | 1 - 1                | 0 - 0               | 1 - 0                 | —                  | 1 - 0             | 1 - 1            | 5 - 0                 |
| Galles     | 0 - 0                | 0 - 2               | 1 - 5                 | 2 - 2              | —                 | 3 - 1            | 3 - 0                 |
| Cipro      | 0 - 2                | 1 - 1               | 1 - 3                 | 5 - 2              | 3 - 1             | —                | 3 - 0                 |
| San Marino | 0 - 3                | 0 - 13              | 0 - 5                 | 1 - 2              | 1 - 2             | 0 - 1            | —                     |

### Gruppo E
| Pos. | Squadra     | P.ti | G  | V | P | S  | RF | RS | DR  |
| ---- | ----------- | ---- | -- | - | - | -- | -- | -- | --- |
| 1    | Croazia     | 29   | 12 | 9 | 2 | 1  | 28 | 8  | +20 |
| 2    | Russia      | 24   | 12 | 7 | 3 | 2  | 18 | 7  | +11 |
| 3    | Inghilterra | 23   | 12 | 7 | 2 | 3  | 24 | 7  | +17 |
| 4    | Israele     | 23   | 12 | 7 | 2 | 3  | 20 | 12 | +8  |
| 5    | Macedonia   | 14   | 12 | 4 | 2 | 6  | 12 | 12 | 0   |
| 6    | Estonia     | 7    | 12 | 2 | 1 | 9  | 5  | 21 | -16 |
| 7    | Andorra     | 0    | 12 | 0 | 0 | 12 | 2  | 42 | -40 |

| Squadra     | Inghilterra (bandiera) | Croazia (bandiera) | Russia (bandiera) | Israele (bandiera) | Estonia (bandiera) | Macedonia (bandiera) | Andorra (bandiera) |
| ----------- | ---------------------- | ------------------ | ----------------- | ------------------ | ------------------ | -------------------- | ------------------ |
| Inghilterra | —                      | 2 - 3              | 3 - 0             | 3 - 0              | 3 - 0              | 0 - 0                | 5 - 0              |
| Croazia     | 2 - 0                  | —                  | 0 - 0             | 1 - 0              | 2 - 0              | 2 - 0                | 7 - 0              |
| Russia      | 2 - 1                  | 0 - 0              | —                 | 1 - 1              | 2 - 0              | 3 - 0                | 4 - 0              |
| Israele     | 0 - 0                  | 3 - 4              | 2 - 1             | —                  | 4 - 0              | 1 - 0                | 4 - 1              |
| Estonia     | 0 - 3                  | 0 - 1              | 0 - 2             | 0 - 1              | —                  | 0 - 1                | 2 - 1              |
| Macedonia   | 0 - 1                  | 2 - 0              | 0 - 2             | 1 - 2              | 1 - 1              | —                    | 3 - 0              |
| Andorra     | 0 - 3                  | 0 - 6              | 0- 1              | 0 - 2              | 0 - 2              | 0 -3                 | —                  |

### Gruppo F
| Pos. | Squadra          | P.ti | G  | V | P | S | RF | RS | DR  |
| ---- | ---------------- | ---- | -- | - | - | - | -- | -- | --- |
| 1    | Spagna           | 28   | 12 | 9 | 1 | 2 | 23 | 8  | +15 |
| 2    | Svezia           | 26   | 12 | 8 | 2 | 2 | 23 | 9  | +14 |
| 3    | Irlanda del Nord | 20   | 12 | 6 | 2 | 4 | 17 | 14 | +3  |
| 4    | Danimarca        | 20   | 12 | 6 | 2 | 4 | 21 | 11 | +10 |
| 5    | Lettonia         | 12   | 12 | 4 | 0 | 8 | 15 | 17 | -2  |
| 6    | Islanda          | 8    | 12 | 2 | 2 | 8 | 10 | 27 | -17 |
| 7    | Liechtenstein    | 7    | 12 | 2 | 1 | 9 | 9  | 32 | -23 |

| Squadra          | Svezia (bandiera) | Spagna (bandiera) | Danimarca (bandiera) | Lettonia (bandiera) | Islanda (bandiera) | Irlanda del Nord (bandiera) | Liechtenstein (bandiera) |
| ---------------- | ----------------- | ----------------- | -------------------- | ------------------- | ------------------ | --------------------------- | ------------------------ |
| Svezia           | —                 | 2 - 0             | 0 - 0                | 2 - 1               | 5 - 0              | 1 - 1                       | 3 - 1                    |
| Spagna           | 3 - 0             | —                 | 2 - 1                | 2 - 0               | 1 - 0              | 1 - 0                       | 4 - 0                    |
| Danimarca        | 0 - 3             | 1 - 3             | —                    | 3 - 1               | 3 - 0              | 0 - 0                       | 4 - 0                    |
| Lettonia         | 0 - 1             | 0 - 2             | 0 - 2                | —                   | 4 - 0              | 1 - 0                       | 4 - 1                    |
| Islanda          | 1 - 2             | 1 - 1             | 0 - 2                | 2 - 4               | —                  | 2 - 1                       | 1 - 1                    |
| Irlanda del Nord | 2 - 1             | 3 - 2             | 2 - 1                | 1 - 0               | 0 - 3              | —                           | 3 - 1                    |
| Liechtenstein    | 0 - 3             | 0 - 2             | 0 - 4                | 1 - 0               | 3 - 0              | 1 - 4                       | —                        |

### Gruppo G
| Pos. | Squadra     | P.ti | G  | V | P | S  | RF | RS | DR  |
| ---- | ----------- | ---- | -- | - | - | -- | -- | -- | --- |
| 1    | Romania     | 29   | 12 | 9 | 2 | 1  | 26 | 7  | +19 |
| 2    | Paesi Bassi | 26   | 12 | 8 | 2 | 2  | 15 | 5  | +10 |
| 3    | Bulgaria    | 25   | 12 | 7 | 4 | 1  | 18 | 7  | +11 |
| 4    | Bielorussia | 13   | 12 | 4 | 1 | 7  | 17 | 23 | -6  |
| 5    | Albania     | 11   | 12 | 2 | 5 | 5  | 12 | 18 | -6  |
| 6    | Slovenia    | 11   | 12 | 3 | 2 | 7  | 9  | 16 | -7  |
| 7    | Lussemburgo | 3    | 12 | 1 | 0 | 11 | 2  | 23 | -21 |

| Squadra     | Paesi Bassi (bandiera) | Romania (bandiera) | Bulgaria (bandiera) | Slovenia (bandiera) | Albania (bandiera) | Bielorussia (bandiera) | Lussemburgo (bandiera) |
| ----------- | ---------------------- | ------------------ | ------------------- | ------------------- | ------------------ | ---------------------- | ---------------------- |
| Paesi Bassi | —                      | 0 - 0              | 2 - 0               | 2 - 0               | 2 - 1              | 3 - 0                  | 1 - 0                  |
| Romania     | 1 - 0                  | —                  | 2 - 2               | 2 - 0               | 6 - 1              | 3 - 1                  | 3 - 0                  |
| Bulgaria    | 1 - 1                  | 1 - 0              | —                   | 3 - 0               | 0 - 0              | 2 - 1                  | 3 - 0                  |
| Slovenia    | 0 - 1                  | 1 - 2              | 0 - 2               | —                   | 0 - 0              | 1 - 0                  | 2 - 0                  |
| Albania     | 0 - 1                  | 0 - 2              | 1 - 1               | 0 - 0               | —                  | 2 - 4                  | 2 - 0                  |
| Bielorussia | 2 - 1                  | 1 - 3              | 0 - 2               | 4 - 2               | 2 - 2              | —                      | 0 - 1                  |
| Lussemburgo | 0 - 1                  | 0 - 2              | 0 - 1               | 0 - 3               | 0 - 3              | 1 - 2                  | —                      |

## Statistiche

### Classifica marcatori
13 reti
- David Healy

10 reti
- Eduardo Alves da Silva

9 reti
- Euzebiusz Smolarek

8 reti
- Lukas Podolski
- Cristiano Ronaldo

7 reti
- Mladen Petrić
- Jon Dahl Tomasson
- Steffen Iversen
- Nikola Žigić
- David Villa

6 reti
- Dimităr Berbatov
- Martin Petrov
- Jan Koller
- Thierry Henry
- Roberto Colautti
- Adrian Mutu
- Marek Mintál
- Marcus Allbäck

5 reti
- Edmond Kapllani
- Ioannis Okkas
- Peter Crouch
- Shota Arveladze
- Miroslav Klose
- Theofanis Gekas
- Luca Toni
- Dmïtrïý Byakov
- Māris Verpakovskis
- Ciprian Marica
- Aleksandr Kerzhakov
- Hakan Şükür
- Andriy Shevchenko

4 reti
- Maksim Romaschenko
- Moussa Dembélé
- Zvjezdan Misimović
- Zlatan Muslimović
- Dennis Rommedahl
- Michael Owen
- Rógvi Jacobsen
- Nicolas Anelka
- Thomas Hitzlsperger
- Zoltán Gera
- Mario Frick
- Tomas Danilevičius
- Viorel Frunză
- Robin van Persie
- John Carew
- Jacek Krzynówek
- Kevin Doyle
- Stephen Ireland
- Robbie Keane
- Nicolae Dică
- Kris Boyd
- James McFadden
- Danko Lazović
- Klemen Lavrič
- Xavi
- Oleh Husyev
- Jason Koumas

3 reti
- Sergei Kornilenko
- Vitali Kutuzov
- Darijo Srna
- Efstathios Aloneftis
- Kōnstantinos Charalampidīs
- Milan Baroš
- Libor Sionko
- Steven Gerrard
- Jari Litmanen
- Sidney Govou
- Aleksandre Iashvili
- David Siradze
- Michael Ballack
- Kevin Kurányi
- Bastian Schweinsteiger
- Angelos Basinas
- Angelos Charisteas
- Sotirios Kyrgiakos
- Nikos Liberopoulos
- Eiður Guðjohnsen
- Filippo Inzaghi
- Juris Laizāns
- Ilčo Naumoski
- Goce Sedloski
- Michael Mifsud
- André Schembri
- Igor Bugaiov
- Radosław Matusiak
- Nuno Gomes
- Simão
- Andrey Arshavin
- Dmitri Sychev
- Kenny Miller
- Boško Janković
- Marek Čech
- Martin Škrtel
- Andrés Iniesta
- Kim Källström
- Nihat Kahveci
- Tuncay Şanlı
- Craig Bellamy

2 reti
- Ervin Skela
- Robert Arzumanyan
- Cimafej Kalačoŭ
- Uladzimir Karytska
- Karel Geraerts
- Kevin Mirallas
- Mirko Hrgović
- Niko Kranjčar
- Michalīs Kōnstantinou
- Marek Jankulovski
- Marek Kulič
- David Lafata
- Tomáš Rosický
- Nicklas Bendtner
- Michael Gravgaard
- Morten Nordstrand
- Jermain Defoe
- Wayne Rooney
- Shaun Wright-Phillips
- Raio Piiroja
- Aleksej Erëmenko
- Jonatan Johansson
- Karim Benzema
- Louis Saha
- David Trezeguet
- Clemens Fritz
- Mario Gómez
- Ioannis Amanatidis
- Kōstas Katsouranīs
- Elyaniv Barda
- Yossi Benayoun
- Amit Ben Shushan
- Ben Sahar
- Toto Tamuz
- Antonio Di Natale
- Fabio Quagliarella
- Ruslan Baltıev
- Ģirts Karlsons
- Aleksejs Višņakovs
- Thomas Beck
- Audrius Kšanavičius
- Goran Maznov
- Goran Pandev
- Serghei Rogaciov
- Wesley Sneijder
- Ruud van Nistelrooy
- Kyle Lafferty
- Erik Hagen
- Morten Gamst Pedersen
- John Arne Riise
- Ole Gunnar Solskjær
- Fredrik Strømstad
- Hugo Almeida
- Kevin Kilbane
- Cosmin Contra
- Dorin Goian
- Daniel Niculae
- Gabriel Tamaș
- Vladimir Bystrov
- Roman Pavlyuchenko
- Garry O'Connor
- Zdravko Kuzmanović
- Marek Hamšík
- Filip Hološko
- Miroslav Karhan
- Filip Šebo
- Stanislav Šesták
- Róbert Vittek
- Milivoje Novaković
- Sergio Ramos
- Fernando Torres
- Johan Elmander
- Olof Mellberg
- Markus Rosenberg
- Anders Svensson
- Christian Wilhelmsson
- Halil Altıntop
- Hamit Altıntop
- Tümer Metin
- Gökhan Ünal
- Maksym Kalynychenko
- Gareth Bale
- Robert Earnshaw

1 rete
- Erjon Bogdani
- Debatik Curri
- Besnik Hasi
- Altin Haxhi
- Juli Fernández
- Fernando Silva
- Sargis Hovsepyan
- Hamlet Vladimiri Mxit'aryan
- Samir Aliyev
- Emin Imamaliev
- André Luiz Ladaga
- Vüqar Nadirov
- Mahmud Qurbanov
- Branimir Subašić
- Vital Bulyga
- Dzjanis Koŭba
- Raman Vasilyuk
- Marouane Fellaini
- Luigi Pieroni
- Timmy Simons
- Wesley Sonck
- Daniel Van Buyten
- Kevin Vandenbergh
- Sergej Barbarez
- Mladen Bartolović
- Adnan Čustović
- Edin Džeko
- Ivica Grlić
- Vedad Ibišević
- Valeri Bojinov
- Velizar Dimitrov
- Blagoy Georgiev
- Dimităr Telkijski
- Aleksandar Tunchev
- Chavdar Yankov
- Boško Balaban
- Ivan Klasnić
- Luka Modrić
- Ivica Olić
- Ivan Rakitić
- Alexandros Garpozis
- Constantinos Makrides
- Stelios Okkarides
- Yiasoumis Yiasoumi
- Zdeněk Grygera
- David Jarolím
- Radoslav Kováč
- Marek Matějovský
- Jaroslav Plašil
- Jan Polák
- Daniel Pudil
- Daniel Jensen
- Thomas Kahlenberg
- Martin Laursen
- Ulrik Laursen
- Joe Cole
- Rio Ferdinand
- Frank Lampard
- David Nugent
- Micah Richards
- Joel Lindpere
- Andres Oper
- Indrek Zelinski
- Mikael Forssell
- Sami Hyypiä
- Shefki Kuqi
- Mika Nurmela
- Teemu Tainio
- Mika Väyrynen
- Hatem Ben Arfa
- Florent Malouda
- Samir Nasri
- Franck Ribéry
- Jérôme Rothen
- Giorgi Demetradze
- Levan Kobiashvili
- Levan Mchedlidze
- Davit Mujiri
- Giorgi Shashiashvili
- Manuel Friedrich
- Torsten Frings
- Marcell Jansen
- Bernd Schneider
- Christos Patsatzoglou
- Giōrgos Samaras
- Giourkas Seitaridis
- Ákos Buzsáky
- Pál Dárdai
- Róbert Feczesin
- Szabolcs Huszti
- Tamás Priskin
- Sándor Torghelle
- Dániel Tőzsér
- Ármann Smári Björnsson
- Brynjar Gunnarsson
- Emil Hallfreðsson
- Hermann Hreiðarsson
- Gunnar Heiðar Þorvaldsson
- Arnar Viðarsson
- Shimon Gershon
- Omer Golan
- Idan Tal
- Barak Itzhaki
- Mauro Camoranesi
- Giorgio Chiellini
- Daniele De Rossi
- Alberto Gilardino
- Fabio Grosso
- Massimo Oddo
- Christian Panucci
- Simone Perrotta
- Andrea Pirlo
- Qairat Äşırbekov
- Sergei Ostapenko
- Samat Smakov
- Nurbol Jumasqalıev
- Kaspars Gorkšs
- Oskars Kļava
- Franz Burgmeier
- Raphael Rohrer
- Edgaras Jankauskas
- Darius Miceika
- Saulius Mikoliūnas
- Mantas Savėnas
- Andrius Skerla
- Alphonse Leweck
- Chris Sagramola
- Nikolče Noveski
- Aco Stojkov
- George Mallia
- Jamie Pace
- Brian Said
- Terence Scerri
- Serghei Alexeev
- Alexandru Epureanu
- Nicolae Josan
- Klaas-Jan Huntelaar
- Danny Koevermans
- Dirk Kuyt
- Joris Mathijsen
- Giovanni van Bronckhorst
- Rafael van der Vaart
- Warren Feeney
- Grant McCann
- Martin Andresen
- Daniel Braaten
- Simen Brenne
- Kristofer Hæstad
- Thorstein Helstad
- Bjørn Helge Riise
- Jacek Bąk
- Dariusz Dudka
- Łukasz Garguła
- Przemysław Kaźmierczak
- Mariusz Lewandowski
- Wojciech Łobodziński
- Rafał Murawski
- Maciej Żurawski
- Bruno Alves
- Ricardo Carvalho
- Ariza Makukula
- Maniche
- Nani
- Hélder Postiga
- Ricardo Quaresma
- Tiago
- Richard Dunne
- Steve Finnan
- Andy Reid
- Bănel Nicoliță
- Florentin Petre
- Laurențiu Roșu
- Vasili Berezutski
- Diniyar Bilyaletdinov
- Pavel Pogrebnyak
- Manuel Marani
- Andy Selva
- Craig Beattie
- Gary Caldwell
- Christian Dailly
- Barry Ferguson
- Darren Fletcher
- Shaun Maloney
- Lee McCulloch
- Stephen McManus
- Branislav Ivanović
- Milan Jovanović
- Milan Smiljanić
- Dejan Stanković
- Duško Tošić
- Ján Ďurica
- Martin Jakubko
- Maroš Klimpl
- Ľubomír Michalík
- Marek Sapara
- Dušan Švento
- Stanislav Varga
- Boštjan Cesar
- Robert Koren
- Dare Vršič
- Joan Capdevila
- Luis García Fernández
- Fernando Morientes
- Albert Riera
- Raúl Tamudo
- Fredrik Ljungberg
- Mehmet Aurélio
- Emre Belözoğlu
- Servet Çetin
- Gökdeniz Karadeniz
- Ümit Karan
- Sabri Sarıoğlu
- Oleksandr Kucher
- Ruslan Rotan
- Andriy Rusol
- Oleh Shelayev
- Andriy Vorobey
- Andriy Voronin
- Volodymyr Yezerskiy
- James Collins
- Simon Davies
- Freddy Eastwood
- Ryan Giggs
- Joe Ledley

Autoreti
- Ján Ďurica (2, pro  Germania e  Galles)
- Arjan Beqaj (1, pro  Paesi Bassi)
- Radostin Kishishev (1, pro  Albania)
- Martin Jiránek (1, pro  Galles)
- Michal Kadlec (1, pro  Slovacchia)
- Gary Neville (1, pro  Croazia)
- Taavi Rähn (1, pro  Inghilterra)
- Fróði Benjaminsen (1, pro  Italia)
- Malkhaz Asatiani (1, pro  Francia)
- Christoph Metzelder (1, pro  Slovacchia)
- Vilmos Vanczák (1, pro  Grecia)
- Sergei Ostapenko (1, pro  Serbia)
- Dzintars Zirnis (1, pro  Liechtenstein)
- Chris Baird (1, pro  Lettonia)
- Keith Gillespie (1, pro  Islanda)